# Carl Olsson i Järnsida
Carl August Olsson (i riksdagen kallad Olsson i Järnsida), född 29 juni 1863 i Söderåkra, Kalmar län, död där 26 december 1928, var en svensk lantbrukare och politiker (liberal).
Carl Olsson, som kom från en bondefamilj, var lantbrukare i Järnsida i Söderåkra, där han också var kommunalstämmans och kommunalfullmäktiges ordförande. Han var även ledande i den lokala sparbanksrörelsen. Han var riksdagsledamot i andra kammaren från 1912 till höstsessionen 1914 för Kalmar läns södra valkrets. Som kandidat för frisinnade landsföreningen anslöt han sig till dess riksdagsparti liberala samlingspartiet. I riksdagen var han bland annat suppleant i 1912–1914 års andra tillfälliga utskott. Han engagerade sig bland annat i skattefrågor.